# Mistrovství světa v ledním hokeji do 18 let 2021
23. Mistrovství světa v ledním hokeji do 18 let 2021 se konalo v amerických městech Frisco a Plano. Probíhalo od 26. dubna 2021 do 6. května 2021.

## Hrací formát turnaje
Na tomto turnaji se hraje dle stejného formátu jako v minulosti. Čtyři nejlepší týmy z každé skupiny postoupí do čtvrtfinále. Rozdílem proti předchozím ročníkům je, že žádný tým nesestupuje. Proto se také neodehrají zápasy o udržení posledních týmů ve skupině. Sestup byl zrušen, protože se neodehrají nižší Divize.
V základní skupině je vítězství v řádné hrací době za tři body. V případě nerozhodného stavu si týmy připíší jeden bod a budou hrát v prodloužení o bod druhý. Pokud se nerozhodne ani v prodloužení rozhodne se v samostatných nájezdech.
Ani v play-off se nic nezmění, v případě vyrovnaného stavu i po šedesáti minutách se bude prodlužovat, případně proběhnou trestná střílení. Vítěz zápasu postupuje dále.

## Rozhodčí
Turnaj řídí 22 rozhodčích, z toho 12 hlavních a 10 čárových.
| Hlavní rozhodčí      | Čárový rozhodčí    |
| -------------------- | ------------------ |
| Adam Kika            | Nikita Polyakov    |
| Riku Brander         | David Klouček      |
| Lukas Kohlmüller     | Tommi Niittylä     |
| Sergei Yudakov       | Dāvis Zunde        |
| Christoffer Holm     | Roman Slavikovski  |
| Mischa Hebeisen      | Patrick Richardson |
| Sean Fernandez       | Kevin Briganti     |
| Sean MacFarlane      | Nick Briganti      |
| Jack Rekucki         | Jake Davis         |
| Steven Reneau        | William Hancock    |
| Peter Schlittenhardt |                    |
| Andrew Wilk          |                    |

## Základní skupiny
|  | Tým postupující do čtvrtfinále |
|  | Tým nepostupuje do play-off    |

### Skupina A

#### Tabulka
| Poř. | Tým       | Z | V | VP | PP | P | GV | GI | +/- | B  |
| ---- | --------- | - | - | -- | -- | - | -- | -- | --- | -- |
| 1.   | Kanada    | 4 | 4 | 0  | 0  | 0 | 28 | 5  | +23 | 12 |
| 2.   | Švédsko   | 4 | 3 | 0  | 0  | 1 | 16 | 14 | +2  | 9  |
| 3.   | Bělorusko | 4 | 2 | 0  | 0  | 2 | 16 | 13 | +3  | 6  |
| 4.   | Švýcarsko | 4 | 1 | 0  | 0  | 3 | 6  | 19 | -15 | 3  |
| 5.   | Lotyšsko  | 4 | 0 | 0  | 0  | 4 | 6  | 21 | -15 | 0  |

První zápasy se odehrály 26. dubna 2021.

Všechny časy jsou místní (UTC-5).

#### Zápasy
| 26. duben 2021 16:00 | Bělorusko | 1:5 (0:1, 1:2, 0:2) | Švédsko | Children's Health StarCenter, Plano Návštěvnost: 150 |  |

| Report                                                |                                                       |                         | |                                                                                     |
| Ivan Zhigalov                                         | Ivan Zhigalov                                         | Brankáři                | Carl Lindbom | Rozhodčí: Lukas Kohlmüller Sean MacFarlane Čároví: David Klouček Patrick Richardson |
| 28:32 Danila Klimovich (Yegor Sidorov, Dmitri Kuzmin) | 28:32 Danila Klimovich (Yegor Sidorov, Dmitri Kuzmin) | 0:1 0:2 1:2 1:3 1:4 1:5 | 05:00 Isak Rosén (Anton Olsson, Mattias Hävelid) 21:50 Fabian Lysell (bez asistence) 38:12 Arvid Eljas (Albert Sjöberg, Gabriel Kangas) 58:28 Ludwig Persson (Mattias Hävelid) 59:08 Victor Sjöholm (Ludwig Persson, Noah Hasa) | Rozhodčí: Lukas Kohlmüller Sean MacFarlane Čároví: David Klouček Patrick Richardson |
| 14 min                                                | 14 min                                                | Tresty                  | 8 min | Rozhodčí: Lukas Kohlmüller Sean MacFarlane Čároví: David Klouček Patrick Richardson |
| 30                                                    | 30                                                    | Střely                  | 44 | Rozhodčí: Lukas Kohlmüller Sean MacFarlane Čároví: David Klouček Patrick Richardson |

| 26. duben 2021 20:00 | Lotyšsko | 2:4 (0:2, 2.2, 0:0) | Švýcarsko | Children's Health StarCenter, Plano Návštěvnost: 150 |  |

| Report | |                         | |                                                                              |
| Karlis Mezsargs, Marks Slavinskis                                                                          | Karlis Mezsargs, Marks Slavinskis                                                                          | Brankáři                | Kevin Pasche | Rozhodčí: Steven Reneau Andrew Wilk Čároví: Tommi Niittylä Roman Slavikovski |
| 37:50 Dans Locmelis (Darels Dukurs, Sandis Vilmanis) 39:08 Anri Ravinskis (Bogdans Hodass, Girts Silkalns) | 37:50 Dans Locmelis (Darels Dukurs, Sandis Vilmanis) 39:08 Anri Ravinskis (Bogdans Hodass, Girts Silkalns) | 0:1 0:2 0:3 0:4 1:4 2:4 | 12:02 Jeremy Jabola (Lian Bichsel, Attilio Biasca) 12:25 Liekit Reichle (Louis Robin, Dario Sidler) 24:42 Lian Bichsel (Attilio Biasca) 25:06 Louis Robin (Brian Zanetti, Dario Sidler) | Rozhodčí: Steven Reneau Andrew Wilk Čároví: Tommi Niittylä Roman Slavikovski |
| 12 min | 12 min | Tresty                  | 6 min | Rozhodčí: Steven Reneau Andrew Wilk Čároví: Tommi Niittylä Roman Slavikovski |
| 41 | 41 | Střely                  | 29 | Rozhodčí: Steven Reneau Andrew Wilk Čároví: Tommi Niittylä Roman Slavikovski |

| 27. duben 2021 16:00 | Švýcarsko | 1:7 (0:1, 1:3, 0:3) | Bělorusko | Children's Health StarCenter, Plano Návštěvnost: 150 |  |

| Report                           |                                  |                                 | |                                                                          |
| Kevin Pasche, Mathieu Croce      | Kevin Pasche, Mathieu Croce      | Brankáři                        | Tikhon Chaika | Rozhodčí: Christoffer Holm Sergei Yudakov Čároví: Jake Davis Dāvis Zunde |
| 21:42 Livio Truog (Dario Sidler) | 21:42 Livio Truog (Dario Sidler) | 0:1 0:2 1:2 1:3 1:4 1:5 1:6 1:7 | 12:50 Danila Klimovich (Vladislav Shilo, Yegor Sidorov) 21:33 Dmitri Kuzmin (bez asistence) 26:50 Danila Klimovich (Vladislav Shilo, Yegor Klavdiev) 29:07 Danila Klimovich (Vladislav Shilo, Yegor Klavdiev) 44:35 Danil Sotishvili (Danil Rogach) 54:37 Ivan Anoshko (trestné střílení) 58:27 Danil Sotishvili (bez asistence) | Rozhodčí: Christoffer Holm Sergei Yudakov Čároví: Jake Davis Dāvis Zunde |
| 12 min                           | 12 min                           | Tresty                          | 10 min | Rozhodčí: Christoffer Holm Sergei Yudakov Čároví: Jake Davis Dāvis Zunde |
| 29                               | 29                               | Střely                          | 37 | Rozhodčí: Christoffer Holm Sergei Yudakov Čároví: Jake Davis Dāvis Zunde |

| 27. duben 2021 20:00 | Švédsko | 1:12 (0:4, 0:4, 1:4) | Kanada | Children's Health StarCenter, Plano Návštěvnost: 150 |  |

| Report                               |                                      |                                                         | |                                                                              |
| Carl Lindbom, Viggo Andrén           | Carl Lindbom, Viggo Andrén           | Brankáři                                                | Thomas Milic | Rozhodčí: Riku Brander Sean Fernandez Čároví: Kevin Briganti Nikita Polyakov |
| 51:17 Simon Forsmark (bez asistence) | 51:17 Simon Forsmark (bez asistence) | 0:1 0:2 0:3 0:4 0:5 0:6 0:7 0:8 0:9 0:10 1:10 1:11 1:12 | 05:19 Shane Wright (Brandt Clarke, Dylan Guenther) 10:43 Brandt Clarke (Francesco Pinelli) 12:14 Brett Harrison (Connor Bedard) 13:29 Francesco Pinelli (Logan Stankoven, Conner Roulette) 20:30 Shane Wright (Brennan Othmann, Brandt Clarke) 24:00 Nolan Allan (Dylan Guenther) 26:04 Ryan Winterton (Wyatt Johnston) 38:57 Shane Wright (Jack Matier) 43:52 Mason McTavish (Corson Ceulemans) 47:16 Brandt Clarke (Chase Stillman, Francesco Pinelli) 52:37 Wyatt Johnston (Conner Roulette) 55:21 Logan Stankoven (Mason McTavish) | Rozhodčí: Riku Brander Sean Fernandez Čároví: Kevin Briganti Nikita Polyakov |
| 4 min                                | 4 min                                | Tresty                                                  | 6 min | Rozhodčí: Riku Brander Sean Fernandez Čároví: Kevin Briganti Nikita Polyakov |
| 29                                   | 29                                   | Střely                                                  | 47 | Rozhodčí: Riku Brander Sean Fernandez Čároví: Kevin Briganti Nikita Polyakov |

| 28. duben 2021 20:00 | Kanada | 4:2 (0:0, 2:1, 2:1) | Lotyšsko | Children's Health StarCenter, Plano Návštěvnost: 150 |  |

| Report | |                         |                                                                             |                                                                                 |
| Benjamin Gaudreau | Benjamin Gaudreau | Brankáři                | Karlis Mezsargs                                                             | Rozhodčí: Sean MacFarlane Jack Rekucki Čároví: David Klouček Patrick Richardson |
| 27:58 Logan Stankoven (Olen Zellweger) 30:01 Mason McTavish (Logan Stankoven, Connor Bedard) 50:38 Dylan Guenther (Mason McTavish) 59:17 Mason McTavish (Connor Bedard, Dylan Guenther) | 27:58 Logan Stankoven (Olen Zellweger) 30:01 Mason McTavish (Logan Stankoven, Connor Bedard) 50:38 Dylan Guenther (Mason McTavish) 59:17 Mason McTavish (Connor Bedard, Dylan Guenther) | 1:0 2:0 2:1 3:1 3:2 4:2 | 39:18 Anri Ravinskis (Martins Lavins) 53:27 Sandis Vilmanis (bez asistence) | Rozhodčí: Sean MacFarlane Jack Rekucki Čároví: David Klouček Patrick Richardson |
| 16 min | 16 min | Tresty                  | 26 min                                                                      | Rozhodčí: Sean MacFarlane Jack Rekucki Čároví: David Klouček Patrick Richardson |
| 52 | 52 | Střely                  | 27                                                                          | Rozhodčí: Sean MacFarlane Jack Rekucki Čároví: David Klouček Patrick Richardson |

| 29. duben 2021 16:00 | Švédsko | 3:1 (0:0, 3:1, 0:0) | Švýcarsko | Children's Health StarCenter, Plano Návštěvnost: 150 |  |

| Report | |                 |                                                     |                                                                            |
| Carl Lindbom | Carl Lindbom | Brankáři        | Kevin Pasche                                        | Rozhodčí: Steven Reneau Andrew Wilk Čároví: William Hancock Tommi Niittylä |
| 32:00 Isak Rosén (Fabian Lysell, Simon Robertsson) 34:15 Liam Dower Nilsson (Fabian Lysell, Simon Edvinsson) 35:44 Arvid Sundin (Liam Dower Nilsson, Simon Edvinsson) | 32:00 Isak Rosén (Fabian Lysell, Simon Robertsson) 34:15 Liam Dower Nilsson (Fabian Lysell, Simon Edvinsson) 35:44 Arvid Sundin (Liam Dower Nilsson, Simon Edvinsson) | 0:1 1:1 2:1 3:1 | 22:59 Benjamin Bougro (Kevin Nicolet, Noah Greuter) | Rozhodčí: Steven Reneau Andrew Wilk Čároví: William Hancock Tommi Niittylä |
| 35 min | 35 min | Tresty          | 58 min                                              | Rozhodčí: Steven Reneau Andrew Wilk Čároví: William Hancock Tommi Niittylä |
| 27 | 27 | Střely          | 26                                                  | Rozhodčí: Steven Reneau Andrew Wilk Čároví: William Hancock Tommi Niittylä |

| 29. duben 2021 20:00 | Bělorusko | 6:2 (1:0, 3:1, 2:1) | Lotyšsko | Children's Health StarCenter, Plano Návštěvnost: 150 |  |

| Report | |                                 |                                                                                                |                                                                                  |
| Tikhon Chaika | Tikhon Chaika | Brankáři                        | Marks Slavinskis, Linards Lipskis                                                              | Rozhodčí: Lukas Kohlmüller Jack Rekucki Čároví: David Klouček Patrick Richardson |
| 02:24 Fyodor Nikolayenya (Ivan Anoshko, Yegor Sidorov) 20:49 Danila Klimovich (Dmitri Kuzmin, Yegor Sidorov) 22:59 Yegor Klavdiev (Arseni Sazanovich, Dmitri Kuzmin) 38:26 Danila Klimovich (Dmitri Kuzmin) 49:55 Ilya Morozov (Yegor Ignatenko, Andrei Loshko) 57:19 Miroslav Mikhalyov (Yegor Sidorov) | 02:24 Fyodor Nikolayenya (Ivan Anoshko, Yegor Sidorov) 20:49 Danila Klimovich (Dmitri Kuzmin, Yegor Sidorov) 22:59 Yegor Klavdiev (Arseni Sazanovich, Dmitri Kuzmin) 38:26 Danila Klimovich (Dmitri Kuzmin) 49:55 Ilya Morozov (Yegor Ignatenko, Andrei Loshko) 57:19 Miroslav Mikhalyov (Yegor Sidorov) | 1:0 2:0 3:0 3:1 4:1 5:1 6:1 6:2 | 23:33 Martins Lavins (Peteris Purmalis, Gustavs Ozolins) 58:41 Rainers Darzins (bez asistence) | Rozhodčí: Lukas Kohlmüller Jack Rekucki Čároví: David Klouček Patrick Richardson |
| 8 min | 8 min | Tresty                          | 18 min                                                                                         | Rozhodčí: Lukas Kohlmüller Jack Rekucki Čároví: David Klouček Patrick Richardson |
| 41 | 41 | Střely                          | 32                                                                                             | Rozhodčí: Lukas Kohlmüller Jack Rekucki Čároví: David Klouček Patrick Richardson |

| 30. duben 2021 20:00 | Švýcarsko | 0:7 (0:2, 0:2, 0:3) | Kanada | Children's Health StarCenter, Plano Návštěvnost: 150 |  |

| Report        |               |                             | |                                                                         |
| Mathieu Croce | Mathieu Croce | Brankáři                    | Thomas Milic | Rozhodčí: Riku Brander Adam Kika Čároví: Kevin Briganti Nikita Polyakov |
|               |               | 0:1 0:2 0:3 0:4 0:5 0:6 0:7 | 10:50 Dylan Guenther (Brandt Clarke) 14:05 Connor Bedard (Logan Stankoven) 21:48 Francesco Pinelli (Danny Zhilkin, Olen Zellweger) 25:10 Francesco Pinelli (Corson Ceulemans) 50:11 Brennan Othmann (Francesco Pinelli, Olen Zellweger) 55:49 Corson Ceulemans (Olen Zellweger) 56:29 Chase Stillman (Francesco Pinelli, Corson Ceulemans) | Rozhodčí: Riku Brander Adam Kika Čároví: Kevin Briganti Nikita Polyakov |
| 18 min        | 18 min        | Tresty                      | 4 min | Rozhodčí: Riku Brander Adam Kika Čároví: Kevin Briganti Nikita Polyakov |
| 11            | 11            | Střely                      | 39 | Rozhodčí: Riku Brander Adam Kika Čároví: Kevin Briganti Nikita Polyakov |

| 1. květen 2021 16:00 | Lotyšsko | 0:7 | Švédsko | Children's Health StarCenter |  |

| 1. květen 2021 20:00 | Kanada | 5:2 | Bělorusko | Children's Health StarCenter |  |

### Skupina B

#### Tabulka
| Poř. | Tým     | Z | V | VP | PP | P | GV | GI | +/- | B |
| ---- | ------- | - | - | -- | -- | - | -- | -- | --- | - |
| 1.   | Finsko  | 4 | 2 | 1  | 1  | 0 | 24 | 13 | +11 | 9 |
| 2.   | Rusko   | 4 | 2 | 1  | 1  | 0 | 27 | 12 | +15 | 9 |
| 3.   | USA     | 4 | 1 | 2  | 1  | 0 | 18 | 15 | +3  | 8 |
| 4.   | Česko   | 4 | 1 | 0  | 1  | 2 | 10 | 20 | -10 | 4 |
| 5.   | Německo | 4 | 0 | 0  | 0  | 4 | 5  | 24 | -19 | 0 |

#### Zápasy
| 26. duben 2021 16:00 | Česko | 3:1 (0:0, 2:0, 1:1) | Německo | Comerica Center, Frisco Návštěvnost: 1 400 |  |

| Report | |                 |                                                     |                                                                                 |
| Tomáš Suchánek | Tomáš Suchánek | Brankáři        | Nikita Quapp                                        | Rozhodčí: Peter Schlittenhardt Sergei Yudakov Čároví: Nick Briganti Dāvis Zunde |
| 20:49 Lukáš Pajer (Jakub Kos, Jakub Brabenec) 35:53 Gabriel Szturc (bez asistence) 49:35 Martin Ryšavý (David Moravec, Tomáš Hamara) | 20:49 Lukáš Pajer (Jakub Kos, Jakub Brabenec) 35:53 Gabriel Szturc (bez asistence) 49:35 Martin Ryšavý (David Moravec, Tomáš Hamara) | 1:0 2:0 3:0 3:1 | 55:37 Yannick Proske (Adrian Klein, Nicolaus Heigl) | Rozhodčí: Peter Schlittenhardt Sergei Yudakov Čároví: Nick Briganti Dāvis Zunde |
| 14 min | 14 min | Tresty          | 10 min                                              | Rozhodčí: Peter Schlittenhardt Sergei Yudakov Čároví: Nick Briganti Dāvis Zunde |
| 40 | 40 | Střely          | 19                                                  | Rozhodčí: Peter Schlittenhardt Sergei Yudakov Čároví: Nick Briganti Dāvis Zunde |

| 26. duben 2021 20:00 | Rusko | 7:6 PP (1:3, 4:3, 1:0 - 1:0) | USA | Comerica Center, Frisco Návštěvnost: 1 400 |  |

| Report | |                                                     | |                                                                         |
| Kirill Gerasimyuk, Valeri Brinkman | Kirill Gerasimyuk, Valeri Brinkman | Brankáři                                            | Gibson Homer | Rozhodčí: Riku Brander Adam Kika Čároví: Kevin Briganti Nikita Polyakov |
| 09:18 Danila Yurov (Nikita Chibrikov, Nikolai Makarov) 26:16 Matvej Mičkov (Vsevolod Gaidamak, Nikita Novikov) 28:09 Vsevolod Gaidamak (Vladimir Grudinin, Nikita Chibrikov) 33:09 Matvej Mičkov (Vladimir Grudinin, Matvei Petrov) 39:12 Ivan Miroshnichenko (Arseni Koromyslov, Fyodor Svechkov) 54:44 Ivan Miroshnichenko (Fyodor Svechkov, Danila Yurov) 61:25 Nikita Chibrikov (Ilya Ivantsov) | 09:18 Danila Yurov (Nikita Chibrikov, Nikolai Makarov) 26:16 Matvej Mičkov (Vsevolod Gaidamak, Nikita Novikov) 28:09 Vsevolod Gaidamak (Vladimir Grudinin, Nikita Chibrikov) 33:09 Matvej Mičkov (Vladimir Grudinin, Matvei Petrov) 39:12 Ivan Miroshnichenko (Arseni Koromyslov, Fyodor Svechkov) 54:44 Ivan Miroshnichenko (Fyodor Svechkov, Danila Yurov) 61:25 Nikita Chibrikov (Ilya Ivantsov) | 0:1 0:2 1:2 1:3 1:4 1:5 2:5 3:5 4:5 4:6 5:6 6:6 7:6 | 02:56 Ryan Chesley (bez asistence) 05:24 Dylan Duke (Lane Hutson, Sasha Pastujov) 16:44 Sean Behrens (Lane Hutson, Logan Cooley) 21:27 Ethan Straky (Isaac Howard, Charlie Stramel) 24:16 Sasha Pastujov (Lane Hutson, Sean Behrens) 36:36 Dylan Duke (Sasha Pastujov, Sean Behrens) | Rozhodčí: Riku Brander Adam Kika Čároví: Kevin Briganti Nikita Polyakov |
| 30 min | 30 min | Tresty                                              | 8 min | Rozhodčí: Riku Brander Adam Kika Čároví: Kevin Briganti Nikita Polyakov |
| 35 | 35 | Střely                                              | 35 | Rozhodčí: Riku Brander Adam Kika Čároví: Kevin Briganti Nikita Polyakov |

| 27. duben 2021 16:00 | Finsko | 4:3 SN (0:1, 1:2, 2:0 - 0:0 - 2:0) | Rusko | Comerica Center, Frisco Návštěvnost: 806 |  |

| Report | |                             | |                                                                               |
| Aku Koskenvuo | Aku Koskenvuo | Brankáři                    | Sergei Ivanov | Rozhodčí: Lukas Kohlmüller Jack Rekucki Čároví: William Hancock David Klouček |
| 21:25 Samu Salminen (Viljami Juusola, Brad Lambert) 57:25 Ville Koivunen (Aleksi Heimosalmi) 58:34 Samu Tuomaala (Brad Lambert, Ville Koivunen) 65:00 Verner Miettinen (rozhodující nájezd) | 21:25 Samu Salminen (Viljami Juusola, Brad Lambert) 57:25 Ville Koivunen (Aleksi Heimosalmi) 58:34 Samu Tuomaala (Brad Lambert, Ville Koivunen) 65:00 Verner Miettinen (rozhodující nájezd) | 0:1 1:1 1:2 1:3 2:3 3:3 4:3 | 09:21 Fyodor Svechkov (Danila Yurov, Ivan Miroshnichenko) 24:07 Nikita Chibrikov (Matvej Mičkov) 37:53 Fyodor Svechkov (Danila Yurov) | Rozhodčí: Lukas Kohlmüller Jack Rekucki Čároví: William Hancock David Klouček |
| 4 min | 4 min | Tresty                      | 12 min | Rozhodčí: Lukas Kohlmüller Jack Rekucki Čároví: William Hancock David Klouček |
| 55 | 55 | Střely                      | 28 | Rozhodčí: Lukas Kohlmüller Jack Rekucki Čároví: William Hancock David Klouček |

| 27. duben 2021 20:00 | Německo | 3:5 (1:2, 1:1, 1:2) | USA | Comerica Center, Frisco Návštěvnost: 826 |  |

| Report | |                                 | |                                                                                |
| Simon Wolf                                                                                                   | Simon Wolf                                                                                                   | Brankáři                        | Braden Holt | Rozhodčí: Mischa Hebeisen Andrew Wilk Čároví: Tommi Niittylä Roman Slavikovski |
| 19:21 Roman Zap (bez asistence) 38:18 Bennet Rossmy (Julian Lutz) 51:48 Sebastian Cimmerman (Nikolaus Heigl) | 19:21 Roman Zap (bez asistence) 38:18 Bennet Rossmy (Julian Lutz) 51:48 Sebastian Cimmerman (Nikolaus Heigl) | 0:1 0:2 1:2 1:3 2:3 2:4 3:4 3:5 | 09:29 Jack Hughes (Ty Murchison, Jack Devine) 16:31 Ty Gallagher (Aidan Hreschuk, Isaac Howard) 32:40 Sasha Pastujov (Logan Cooley) 47:35 Charlie Stramel (bez asistence) 56:49 Ty Gallagher (Isaac Howard) | Rozhodčí: Mischa Hebeisen Andrew Wilk Čároví: Tommi Niittylä Roman Slavikovski |
| 34 min | 34 min | Tresty                          | 10 min | Rozhodčí: Mischa Hebeisen Andrew Wilk Čároví: Tommi Niittylä Roman Slavikovski |
| 28 | 28 | Střely                          | 42 | Rozhodčí: Mischa Hebeisen Andrew Wilk Čároví: Tommi Niittylä Roman Slavikovski |

| 28. duben 2021 20:00 | Česko | 5:6 (2:1, 1:2, 2:3) | Finsko | Comerica Center, Frisco Návštěvnost: 402 |  |

| Report | |                                             | |                                                                                  |
| Tomáš Suchánek | Tomáš Suchánek | Brankáři                                    | Aku Koskenvuo | Rozhodčí: Christoffer Holm Peter Schlittenhardt Čároví: Nick Briganti Jake Davis |
| 00:30 Gabriel Szturc (Jaroslav Chmelař) 03:55 Matěj Pinkas (Petr Moravec) 28:14 Šimon Marha (Martin Ryšavý, David Moravec) 42:13 David Moravec (bez asistence) 44:14 Jakub Altrichter (Lukáš Pajer, Jakub Brabenec) | 00:30 Gabriel Szturc (Jaroslav Chmelař) 03:55 Matěj Pinkas (Petr Moravec) 28:14 Šimon Marha (Martin Ryšavý, David Moravec) 42:13 David Moravec (bez asistence) 44:14 Jakub Altrichter (Lukáš Pajer, Jakub Brabenec) | 1:0 2:0 2:1 2:2 2:3 3:3 4:3 5:3 5:4 5:5 5:6 | 11:01 Ville Koivunen (Aleksi Heimosalmi, Viljami Juusola) 23:53 Miko Matikka (Viljami Juusola, Niko Huuhtanen) 24:58 Aleksi Heimosalmi (bez asistence) 52:11 Samu Tuomaala (Jimi Suomi, Brad Lambert) 56:31 Samu Salminen (Samu Tuomaala, Brad Lambert) 59:41 Samu Tuomaala (Ville Koivunen, Samu Salminen) | Rozhodčí: Christoffer Holm Peter Schlittenhardt Čároví: Nick Briganti Jake Davis |
| 24 min | 24 min | Tresty                                      | 10 min | Rozhodčí: Christoffer Holm Peter Schlittenhardt Čároví: Nick Briganti Jake Davis |
| 33 | 33 | Střely                                      | 31 | Rozhodčí: Christoffer Holm Peter Schlittenhardt Čároví: Nick Briganti Jake Davis |

| 29. duben 2021 16:00 | Německo | 1:6 (0:1, 0:3, 1:2) | Rusko | Comerica Center, Frisco Návštěvnost: 1 663 |  |

| Report                                        |                                               |                             | |                                                                       |
| Nikita Quapp                                  | Nikita Quapp                                  | Brankáři                    | Sergei Ivanov | Rozhodčí: Sean Fernandez Adam Kika Čároví: Jake Davis Nikita Polyakov |
| 54:31 Connor Korte (Roman Zap, Bennet Rossmy) | 54:31 Connor Korte (Roman Zap, Bennet Rossmy) | 0:1 0:2 0:3 0:4 0:5 1:5 1:6 | 10:44 Danila Yurov (Fyodor Svechkov) 20:30 Matvej Mičkov (Nikita Chibrikov, Nikita Novikov) 27:12 Matvej Mičkov (Vladimir Grudinin, Nikita Chibrikov) 35:29 Matvej Mičkov (Prokhor Poltapov, Ilya Ivantsov) 45:48 Ilya Kvochko (Nikita Chibrikov, Alexander Figurin) 58:19 Matvej Mičkov (Alexander Figurin) | Rozhodčí: Sean Fernandez Adam Kika Čároví: Jake Davis Nikita Polyakov |
| 27 min                                        | 27 min                                        | Tresty                      | 4 min | Rozhodčí: Sean Fernandez Adam Kika Čároví: Jake Davis Nikita Polyakov |
| 17                                            | 17                                            | Střely                      | 40 | Rozhodčí: Sean Fernandez Adam Kika Čároví: Jake Davis Nikita Polyakov |

| 29. duben 2021 20:00 | USA | 2:1 SN (0:1, 0:0, 1:0 - 0:0, 1:0) | Česko | Comerica Center, Frisco Návštěvnost: 1 740 |  |

| Report                                                                    |                                                                           |             |                                                      |                                                                             |
| Kaidan Mbereko, Gibson Homer                                              | Kaidan Mbereko, Gibson Homer                                              | Brankáři    | Oliver Šatný                                         | Rozhodčí: Christoffer Holm Sergei Yudakov Čároví: Nick Briganti Dāvis Zunde |
| 42:35 Sasha Pastujov (Lane Hutson) 65:00 Lane Hutson (rozhodující nájezd) | 42:35 Sasha Pastujov (Lane Hutson) 65:00 Lane Hutson (rozhodující nájezd) | 0:1 1:1 2:1 | 15:57 Martin Ryšavý (Petr Moravec, Jakub Altrichter) | Rozhodčí: Christoffer Holm Sergei Yudakov Čároví: Nick Briganti Dāvis Zunde |
| 6 min                                                                     | 6 min                                                                     | Tresty      | 6 min                                                | Rozhodčí: Christoffer Holm Sergei Yudakov Čároví: Nick Briganti Dāvis Zunde |
| 30                                                                        | 30                                                                        | Střely      | 33                                                   | Rozhodčí: Christoffer Holm Sergei Yudakov Čároví: Nick Briganti Dāvis Zunde |

| 30. duben 2021 20:00 | Finsko | 10:0 (5:0, 3:0, 2:0) | Německo | Comerica Center, Frisco Návštěvnost: 772 |  |

| Report | |                                          |           |                                                                                   |
| Juuso Helomaa | Juuso Helomaa | Brankáři                                 | Luca Ganz | Rozhodčí: Mischa Hebeisen Steven Reneau Čároví: William Hancock Roman Slavikovski |
| 01:52 Aleksi Malinen (Sisu Yliniemi, Kalle Väisänen) 02:11 Niko Huuhtanen (Topias Vilén, Juho Järvelä) 07:02 Sami Päivärinta (Topias Vilén) 08:24 Samu Tuomaala (Jimi Suomi) 13:13 Joakim Kemell (Aleksi Heimosalmi, Sami Päivärinta) 25:35 Niko Huuhtanen (Juho Järvelä, Sami Päivärinta) 26:23 Samu Salminen (Samu Tuomaala, Jimi Suomi) 39:59 Viljami Juusola (Samu Salminen, Ville Koivunen) 48:52 Samu Salminen (Ville Koivunen, Samu Tuomaala) 53:13 Ville Koivunen (Aleksi Heimosalmi) | 01:52 Aleksi Malinen (Sisu Yliniemi, Kalle Väisänen) 02:11 Niko Huuhtanen (Topias Vilén, Juho Järvelä) 07:02 Sami Päivärinta (Topias Vilén) 08:24 Samu Tuomaala (Jimi Suomi) 13:13 Joakim Kemell (Aleksi Heimosalmi, Sami Päivärinta) 25:35 Niko Huuhtanen (Juho Järvelä, Sami Päivärinta) 26:23 Samu Salminen (Samu Tuomaala, Jimi Suomi) 39:59 Viljami Juusola (Samu Salminen, Ville Koivunen) 48:52 Samu Salminen (Ville Koivunen, Samu Tuomaala) 53:13 Ville Koivunen (Aleksi Heimosalmi) | 1:0 2:0 3:0 4:0 5:0 6:0 7:0 8:0 9:0 10:0 |           | Rozhodčí: Mischa Hebeisen Steven Reneau Čároví: William Hancock Roman Slavikovski |
| 8 min | 8 min | Tresty                                   | 34 min    | Rozhodčí: Mischa Hebeisen Steven Reneau Čároví: William Hancock Roman Slavikovski |
| 43 | 43 | Střely                                   | 23        | Rozhodčí: Mischa Hebeisen Steven Reneau Čároví: William Hancock Roman Slavikovski |

| 1. květen 2021 16:00 | Rusko | 11:1 | Česko | Comerica Center |  |

| 1. květen 2021 20:00 | USA | 5:4 | Finsko | Comerica Center |  |

## Play off

### Pavouk
|  | Čtvrtfinále 1 |               |               |  |      |              |              |              |  |               |               |               |   |
|  | A1            | Kanada        | 10            |  |      |              |              |              |  |               |               |               |   |
|  | B4            | Česko         | 3             |  |      | Semifinále 1 | Semifinále 1 | Semifinále 1 |  |               |               |               |   |
|  |               |               |               |  |      | ČTF1         | Kanada       | 8            |  |               |               |               |   |
|  | Čtvrtfinále 2 | Čtvrtfinále 2 | Čtvrtfinále 2 |  | ČTF4 | Švédsko      | 1            |              |  |               |               |               |   |
|  | B2            | Rusko         | 5             |  |      |              |              |              |  |               |               |               |   |
|  | A3            | Bělorusko     | 2             |  |      |              |              |              |  | Finále        | Finále        | Finále        |   |
|  |               |               |               |  |      |              |              |              |  |               | VSF2          | Kanada        | 5 |
|  | Čtvrtfinále 3 | Čtvrtfinále 3 | Čtvrtfinále 3 |  |      |              |              |              |  |               | VSF1          | Rusko         | 3 |
|  | B1            | Finsko        | 2             |  |      |              |              |              |  |               |               |               |   |
|  | A4            | Švýcarsko     | 0             |  |      | Semifinále 2 | Semifinále 2 | Semifinále 2 |  | Zápas o bronz | Zápas o bronz | Zápas o bronz |   |
|  |               |               |               |  |      | ČTF3         | Finsko       | 5            |  | PSF2          | Švédsko       | 8             |   |
|  | Čtvrtfinále 4 | Čtvrtfinále 4 | Čtvrtfinále 4 |  | ČTF2 | Rusko        | 6            |              |  | PSF1          | Finsko        | 0             |   |
|  | A2            | Švédsko       | 5             |  |      |              |              |              |  |               |               |               |   |
|  | B3            | USA           | 2             |  |      |              |              |              |  |               |               |               |   |

### Čtvrtfinále
| 3. květen 2021 12:30 | Rusko | 5:2 | Bělorusko | Children's Health StarCenter |  |

| 3. květen 2021 15:00 | Kanada | 10:3 | Česko | Comercia Center |  |

| 3. květen 2021 17:30 | Finsko | 2:0 | Švýcarsko | Children's Health StarCenter |  |

| 3. květen 2021 20:00 | Švédsko | 5:2 | USA | Comercia Center |  |

### Semifinále
| 5. květen 2021 16:00 | Kanada | 8:1 | Švédsko | Comercia Center |  |

| 5. květen 2021 20:00 | Finsko | 5:6 | Rusko | Comercia Center |  |

### O 3. místo
| 6. květen 2021 16:00 | Švédsko | 8:0 | Finsko | Comercia Center |  |

### Finále
| 6. květen 2021 20:00 | Kanada | 5:3 | Rusko | Comercia Center |  |

## 1. divize

### Skupina A
Turnaj se měl konat na Slovensku ve městě Spišská Nová Ves, a to ve dnech od 5. do 11. dubna 2021. Z důvodu pandemie covidu-19 však byl zrušen.

Účastníci

 Dánsko

 Francie

 Japonsko

 Kazachstán

 Norsko

 Slovensko

### Skupina B
Turnaj se měl konat V Itálii ve městě Asiago, a to ve dnech od 18. do 25. dubna 2021. Z důvodu pandemie covidu-19 však byl zrušen.

Účastníci

 Rakousko

 Maďarsko

 Itálie

 Polsko

 Slovinsko

 Ukrajina